# Fernando Martins (delegado)
'Fernando Ernandes Martins (Marília, 9 de novembro de 1974) é um delegado de polícia e político brasileiro. Atualmente é Deputado estadual pelo Paraná, filiado ao Partido Social Liberal (PSL).

## Biografia
Delegado Fernando é formado em Direito pela Faculdade de Direito de Bauru (ITE), ingressou posteriormente na Polícia Civil do Paraná. Dos 16 anos de atuação como Delegado, doze foram na linha operacional, enfrentando o crime organizado e desmantelando quadrilhas. Atuou nas cidades de Xambrê, Goioerê, Umuarama e Maringá. [carece de fontes?]
Nas Eleições de 2018, Fernando Martins aceitou o convite para se candidatar a uma vaga na Assembleia Legislativa do Paraná pelo PSL. Foi o único deputado estadual eleito pela região de Umuarama, obtendo 36.937 votos.